# Can Bosc (la Vall de Bianya)
Can Bosc és una masia situada al municipi de la Vall de Bianya, a la comarca catalana de la Garrotxa. Es troba a la vora de la riera de Sant Ponç.